# Medyn (Ukraine)
Medyn (ukrainisch Медин; russisch Medin, polnisch Medyń) ist ein Dorf im Rajon Pidwolotschysk in der Oblast Ternopil im Westen der Ukraine etwa 37 Kilometer östlich der Oblasthauptstadt Ternopil am Flüsschen Samtschyk (Самчик) gelegen.

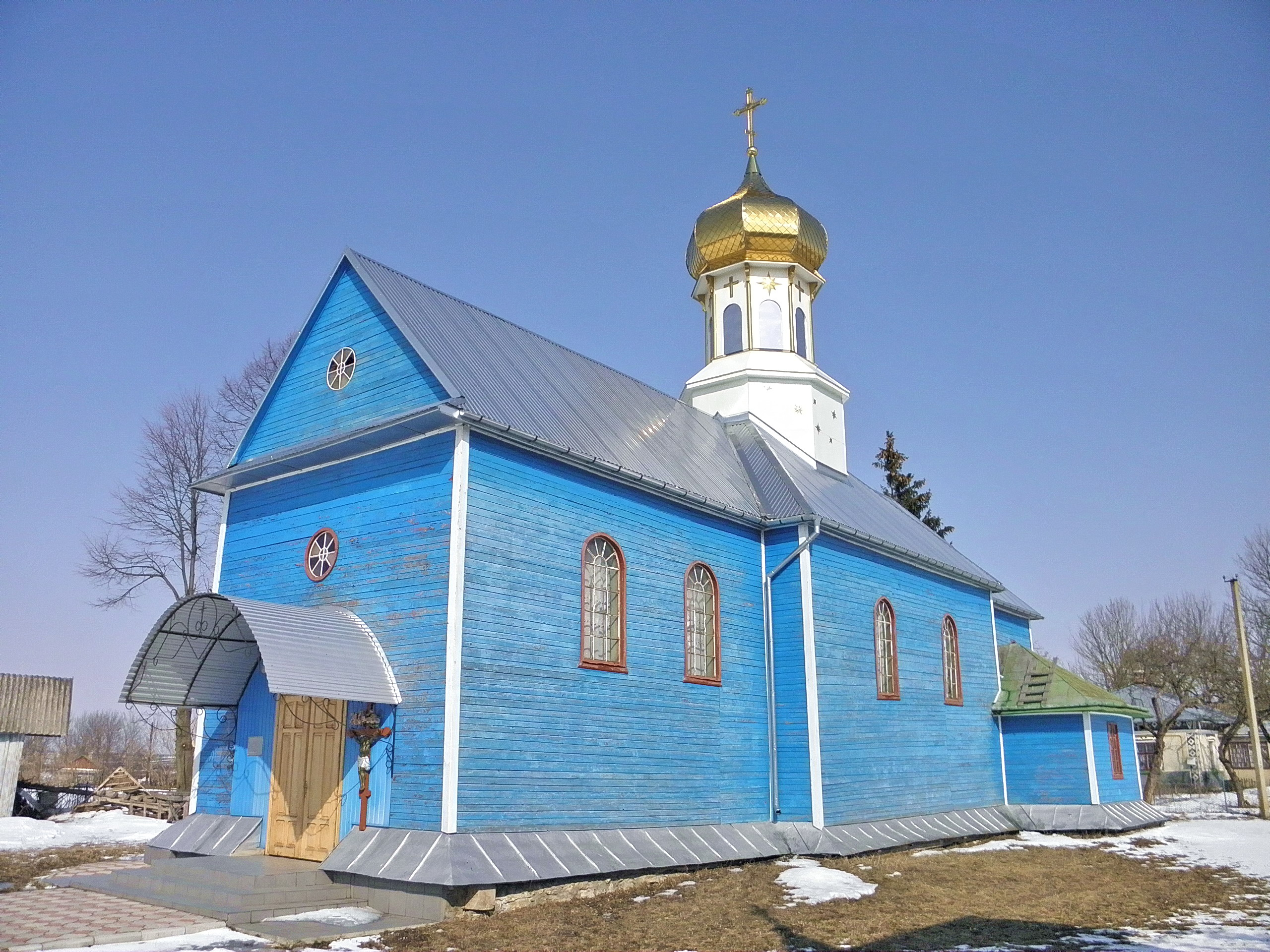
Kirche im Ort

Das Dorf war bis 2015 Teil der Landratsgemeinde Worobijiwka (Воробіївка), seither gehört es zur neugegründeten Landgemeinde Skoryky. Westlich des Ortes befindet sich ein Stausee, der Ort selbst ist bekannt für seine Heilige-Marien-Kirche (Церква святої Покрови/Zerkwa swjatoj Pokrowy) von 1861.
Der Ort wurde 1463 zum ersten Mal schriftlich erwähnt und lag zunächst in der Woiwodschaft Podolien als Teil der Adelsrepublik Polen. Von 1774 bis 1918 gehörte er unter seinem polnischen Namen Medyń zum österreichischen Galizien und war von 1854 bis 1867 Sitz einer Bezirkshauptmannschaft, danach wurde er dem Bezirk Zbaraż zugeschlagen.
Nach dem Ende des Ersten Weltkrieges kam der Ort zu Polen (in die Woiwodschaft Tarnopol, Powiat Zbaraż, Gmina Koszlaki), wurde im Zweiten Weltkrieg kurzzeitig von der Sowjetunion und dann 1941 bis 1944 von Deutschland besetzt, hier wurde der Ort in den Distrikt Galizien eingegliedert.
Nach dem Ende des Krieges wurde der Ort der Sowjetunion zugeschlagen, dort kam das Dorf zur Ukrainischen SSR und ist seit 1991 ein Teil der heutigen Ukraine.